# Salanoia
A Salanoia az emlősök (Mammalia) osztályába, a ragadozók (Carnivora) rendjébe és a  madagaszkári cibetmacskafélék (Eupleridae) családjába tartozó  egyik neme.

## Rendszerezés
A nembe az alábbi 2 faj tartozik:
- barnafarkú mongúz vagy szalano (Salanoia concolor)
- Durrell-mongúz (Salanoia durrelli)[1] – csak 2004-ben fedezték fel és 2010-ben nyilvánították különálló fajnak.

## Tudnivalók
A nem fajai csak Madagaszkáron fordulnak elő. A nem összes faja állati eredetű táplálékot fogyaszt. A barnafarkú mongúz az erdők lakója, míg a Durrell-mongúz a nádrengetegek lakója.